# کوت دازور
کوت دازور ((به فرانسوی: Côte d'Azur); اکسیتان: Còsta d'Azur)؛ به معنای لفظی ساحل لاجوردی یا ریویرای فرانسه (به انگلیسی: French Riviera) خط ساحلی در گوشهٔ جنوب شرقی فرانسه، بر کنارهٔ دریای مدیترانه است که همچنین حکومت مستقل موناکو را در بر می‌گیرد. 

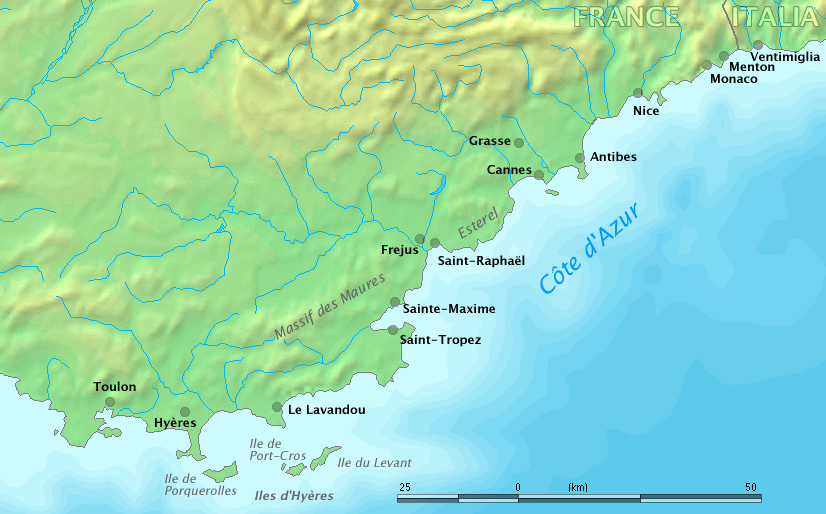
نقشه نشان دهندهٔ حدود کوت دازور.

هیچ مرز رسمی برای این منطقه وجود ندارد ولی معمولاً از مرز ایتالیا (ریویرای ایتالیا) در شرق تا سن-تروپه، ایئر، تولون، یا کاسیس در غرب لحاظ می‌شود.
بزرگ‌ترین شهر آن نیس با جمعیت ۳۴۷٬۰۶۰ است. پس از جنگ جهانی دوم این منطقه به یکی از مقاصد مطرح گردشگری و برگزاری مجامع تبدیل شد و بسیاری از ستاره‌ها نظیر التون جان و بریژیت باردو در آن خانه دارند.